# Altkatholische Kirche in Schweden und Dänemark
Die Altkatholische Kirche in Schweden und Dänemark (Gammalkatolska Kyrkan i Sverige bzw. Gammelkatolsk Kirke i Danmark) entstand auf die Initiative von Pfarrer Sven-H. Jakobsson, der aus der lutherischen Staatskirche Schwedens austrat und 1972 die erste altkatholische Gemeinde in Malmö gründete. 1977 wurde dem Wunsch, sich der Jurisdiktion der Internationalen Bischofskonferenz der Utrechter Union der Altkatholischen Kirchen (IBK) zu unterstellen, stattgegeben. Derzeitiger Delegat der IBK ist der Bischof von Haarlem, Dick Schoon. 
Neben den Pfarreien in Malmö und Kopenhagen existieren Gemeinden in Göteborg, Varberg, Karlstad, Umeå, Helsingborg und Landskrona.